# Glaciar Lambert

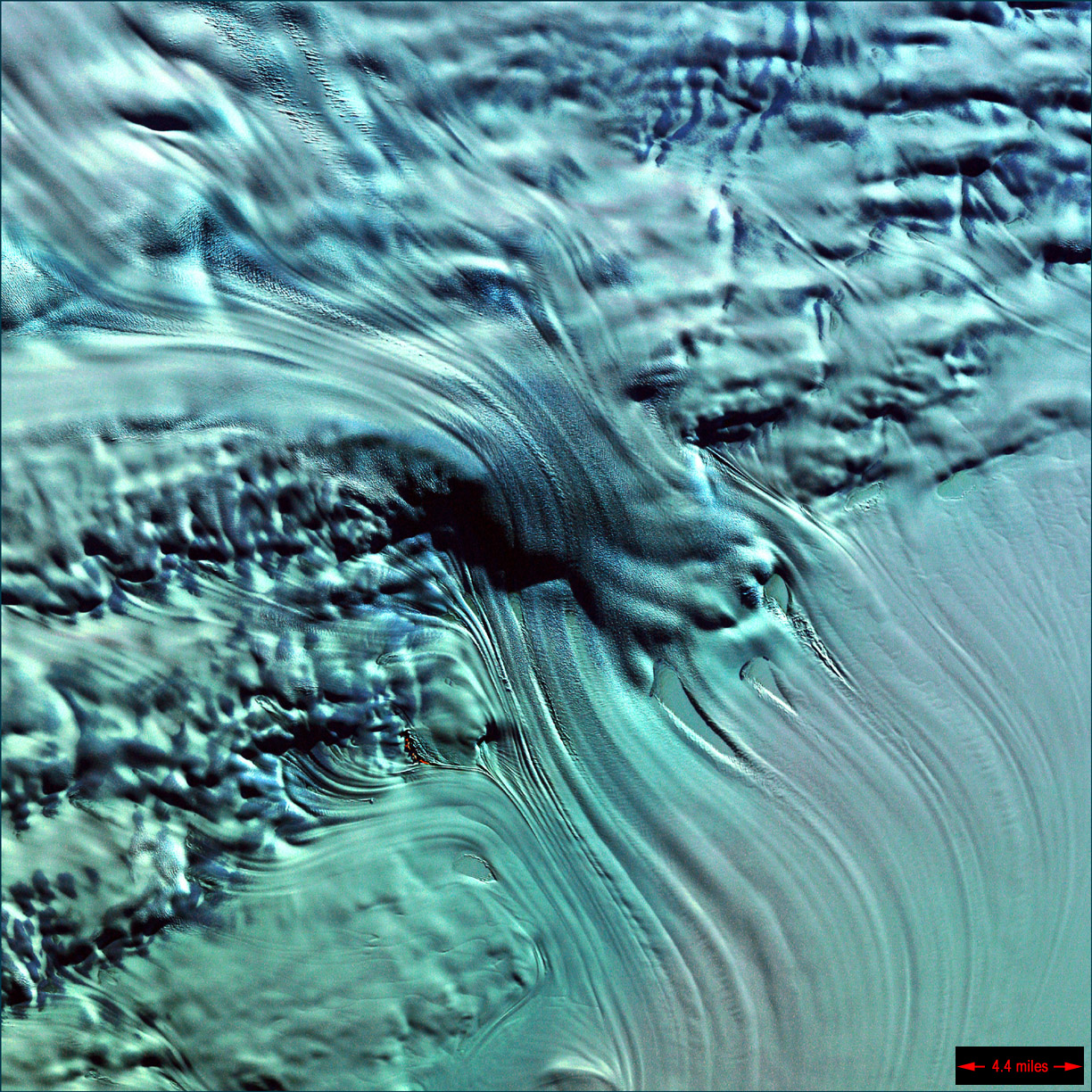
Una cascada de hielo en el glaciar Lambert, Antártida Oriental.

El glaciar Lambert es un glaciar de la Antártida Oriental. Con 100 km de ancho, más de 400 km de la longitud y cerca de 2.500 m de profundidad figura en el Libro Guinness de los récords como el glaciar más grande del mundo. Drena el 8% de la capa de hielo de la Antártida al este y al sur de las montañas Prince Charles y fluye hacia el norte a la Barrera de hielo Amery. Fluye en parte de la fosa tectónica Graben y sale del continente en la bahía Prydz.
Fue delimitado en 1952 por el geógrafo estadounidense John H. Roscoe quien hizo un detallado estudio del área sobre la base de fotografías aéreas tomadas durante la operación Highjump, 1946–47. Lo llamó «Glaciar Baker Three» debido al nombre en código de la aeronave de la Armada en la que se realizaron tres vuelos de observación del área costera en marzo de 1947 y que permitió varios descubrimientos geográficos. El glaciar fue descripto en Gazetteer No. 14, Geographic Names of Antarctica (United States Board on Geographic Names, 1956), pero el recién descubierto accidente geográfico no apareció inmediatamente en los mapas. Debido a ello, el nombre «glaciar Lambert», dado en 1957 por el Australian Antarctic Names and Medals Committee, tras un mapeo de la zona por el Australian National Antarctic Research Expeditions en 1956, es el que se utiliza desde entonces. Fue llamado así en homenaje a Bruce P. Lambert, director de Mapeo Nacional en el Departamento Australiano de Desarrollo Nacional.
Este glaciar es importante en el estudio del cambio climático porque muy pequeños cambios en el clima pueden tener consecuencias significativas para el flujo del hielo glaciar abajo. La mayor parte de los estudios en el glaciar son hechos por medio de teledetección debido a las duras condiciones climatológicas del área.